# Menagerie (álbum)
Menagerie é o sexto álbum de estúdio do cantor americano de R&B Bill Withers, lançado em 1977 pela gravadora Columbia.

## Lista de músicas
1. "Lovely Day" (Bill Withers, Skip Scarborough) - 4:15
2. "I Want to Spend the Night" (Withers) - 3:41
3. "Lovely Night for Dancing" (Withers) - 5:51
4. "Then You Smile at Me" (Withers, Clarence McDonald) - 4:54
5. "She Wants To (Get On Down)" (Withers, Larry Nash) - 3:15
6. "It Ain't Because of Me Baby" (Withers, Michael Jones) - 3:31
7. "Tender Things" (Withers) - 5:02
8. "Wintertime" (Cliff Coulter) - 3:17
9. "Let Me Be the One You Need" (Withers, Scarborough) - 4:44

## Equipe
- Bill Withers - Vocais (faixas 1-4, 6-9, Lead- 5), Guitarra (faixa 2), Teclados (3)
- Clarence McDonald (faixas 1, 4, 6-7, 9), Clifford Coulter (5, solo-8), Dean Grant (2) - teclados
- Ray Parker Jr. (faixas 1, 4-7) - Guitarra
- Jerry Knight (faixas 1, 4, 6), Keni Burke (2-3, 5, 7-9) - Baixo
- Russ Kunkel (faixa 1)
- Ralph MacDonald (faixas 1-4, 6-9) - Percussão
- Alvin Taylor (faixas 3-6), Russ Kunkel (1-2, 7-9) - Bateria
- Mike Jones (faixa 6), Clifford Coulter (8) - Sintetizador
- Charles Veal (faixas 1-4, 6-9)
- Pat Hodges (faixa 5), Denita James (5), Jessica Smith (5) - vocais de fundo

## Parada musical
| Parada (1978)             | Posição de parada |
| ------------------------- | ----------------- |
| Billboard Pop Albums      | 39.               |
| Billboard Top Soul Albums | 16                |

### Singles
| Ano  | Single                     | Posições de parada | Posições de parada | Posições de parada |
| Ano  | Single                     | Billboard Hot 100  | US R&B             | NOS A/C            |
| ---- | -------------------------- | ------------------ | ------------------ | ------------------ |
| 1977 | "Lovely Day"               | 30                 | 6                  | 25                 |
| 1978 | "Lovely Night for Dancing" | —                  | 75                 | —                  |

## Recepção
| Críticas profissionais   | Críticas profissionais |
| Avaliações da crítica    | Avaliações da crítica  |
| Fonte                    | Avaliação              |
| ------------------------ | ---------------------- |
| Allmusic                 | [ 3 ]                  |
| Christgau's Record Guide | C+                     |

Menagerie é, em geral, menos introspectivo em relação aos álbuns anteriores de Withers. Nenhuma das músicas aborda emoções intensamente pessoais. Os arranjos também são geralmente otimistas e arejados, com "I Want to Pass the Night" e "Tender Things" com um toque latino distinto, e "Lovely Night for Dancing" e "She Wants To (Get On Down)" mostrando influências do disco. O single principal "Lovely Day" se tornou uma das marcas registradas de Withers, particularmente no Reino Unido, onde foi o hit top 10 no lançamento original e novamente em uma versão remixada em 1988.
Menagerie alcançou o 16.º lugar no ranking de R&B e o 39.º na Billboard 200. Foi o álbum mais vendido de Withers no Reino Unido, onde alcançou o 27.º lugar.